# Reinhard Kocznar

Reinhard Kocznar (2013)

Reinhard Kocznar (* 2. März 1951 in Hall in Tirol) ist österreichischer Fotograf und Schriftsteller und lebt in Innsbruck.

## Leben
Der Autor war ursprünglich Postbeamter, dann Bankkassier, Geschäftsführer eines Nachtlokals und später eines Reifenhandels- und Vulkanisierbetriebes. Nach einigen Jahren als Verkaufsleiter in einer Versicherung, zuletzt als Direktor, war er seit 1990 als selbstständiger Versicherungsmakler tätig. Ab Ende 1980 eignete er sich etliche Programmiersprachen an. In seinem zweiten Berufsfeld als Systemadministrator und Softwareentwickler leitete er komplexe Entwicklungsprojekte. Der Autor setzte in seinem Berufsleben weniger auf Sicherheit, sondern legte Wert auf anregende Beschäftigung. Das führte auch zu zahlreichen investigativen Jobs sowie dem Einsatz als Troubleshooter.

## Werk
Kocznars Kriminalromane spielen im Wirtschaftsmilieu, in dem Gewalt keine besondere Rolle spielt. Sie passiert eher zufällig und wäre in so einem Fall besser nicht geschehen. Der Grundton ist dennoch hardboiled, der Ermittler selbst im Finanzsektor angesiedelt. Bedeutung haben darin die neuen Technologien, die den Menschen unbemerkt beobachten, entmündigen und fernsteuern.
Bei dem Thriller Vor Tagesanbruch steht die Überlegung Pate, dass in nächster Nachbarschaft die ungeheuerlichsten Dinge geschehen können, ohne dass darüber berichtet wird, weil die Grundidee erwünscht ist und nicht in Misskredit gebracht werden darf. Ein besonderes Anliegen ist dem Autor die Herrschaft der Maschine über den Menschen, die im Essay Hamster im Laufrad thematisiert wird. Anlass für den Essay ist die Überlegung, dass sich 30 Jahre nach Vilém Flussers Essay Für eine Philosophie der Fotografie dessen Schlussfolgerungen als weitsichtig erwiesen haben.
Flussers Überlegungen finden auch in der Fotografie Kocznars ihre Entsprechung. Nach Flussers Definition ist ein Fotograf

„ein Mensch, der sich bemüht, die im Programm des Fotoapparats nicht vorgesehenen Informationen ins Bild zu setzen“

Konsequent wird daher das Zonensystem von Ansel Adams angewandt.

## Publikationen
- Ein unerwarteter Besuch. Kriminalroman, Skarabaeus, Innsbruck 2007. ISBN 978-3-7082-3222-5.
- Draculina. Erotischer Thriller. Edition KoCheck, Innsbruck, 2007 ISBN 978-3-9502628-0-3.
- Harte Landung. Grenzerlebnisse –  2 Erzählungen. Edition KoCheck, Innsbruck, 2007, ISBN 978-3-9502628-1-0.
- Vor Tagesanbruch. Thriller. Edition KoCheck, Innsbruck 2008. ISBN 978-3-9502628-2-7.
- Die Erstickung. Thriller. Edition KoCheck, Innsbruck 2011. ISBN 978-3-9502628-3-4.
- Hamster im Laufrad – Wie die Apparate den Menschen versklaven. Essay. Limbus, Innsbruck 2013. ISBN 978-3-902534-92-7.
- Brandgeld. Kriminalroman. Gmeiner, Meßkirch 2014. ISBN 978-3-8392-1599-9.
- Machtblind. Kriminalroman. Gmeiner, Meßkirch 2016. ISBN 978-3-8392-1837-2.